# Championnats de France d'escalade 2013
Navigation
Édition précédente Édition suivante
En 2013, le championnat de France d'escalade de bloc se déroule à Chambéry les 9 et 10 mars, et les championnats de France d'escalade de vitesse et de difficulté ont eux lieu à Niort les 25 et 26 mai.
Ces compétitions couronnent, Mélissa Le Nevé et Thomas Caleyron champions de France d'escalade de bloc, Esther Bruckner et Bassa Mawem champions de France d'escalade de vitesse, et Charlotte Durif et Romain Desgranges champions de France d'escalade de difficulté.

## Déroulement
Épreuves de bloc
Le club Chambéry Escalade, organisateur de la compétition, accueille les concurrents dans le gymnase Ambroise Croizat. Les épreuves de qualification ont lieu le samedi 9 mars, et les demi-finales et finales ont lieu le lendemain, le dimanche 10.
Épreuves de vitesse et de difficulté
La compétition est organisée dans la salle privée de « L'Acclameur » à Niort. Le samedi 25 mai ont lieu les épreuves de qualifications pour la difficulté, puis, en fin d'après-midi et en soirée, la qualification et la phase finale de la vitesse. Les demi-finales et finales de difficulté, ont lieu le lendemain, le dimanche 26 mai.

## Palmarès
Difficulté
On notera que le vainqueur de l'épreuve n'étant pas de nationalité française, le titre de Champion de France est attribué au deuxième du classement.
| Catégorie | Or              | Argent            | Bronze           |
| --------- | --------------- | ----------------- | ---------------- |
| Hommes    | Sean McColl ()  | Romain Desgranges | Manuel Romain    |
| Femmes    | Charlotte Durif | Hélène Janicot    | Julia Chanourdie |

Bloc
| Catégorie | Or              | Argent                   | Bronze         |
| --------- | --------------- | ------------------------ | -------------- |
| Hommes    | Thomas Caleyron | Guillaume Glairon Mondet | Sylvain Roche  |
| Femmes    | Mélissa Le Nevé | Anne-Laure Chevrier      | Hélène Janicot |

Vitesse
| Catégorie | Or              | Argent         | Bronze           |
| --------- | --------------- | -------------- | ---------------- |
| Hommes    | Bassa Mawem     | Guillaume Moro | Yoann Le Couster |
| Femmes    | Esther Bruckner | Margot Heitz   | Aurélia Sarisson |